# 壺菌病

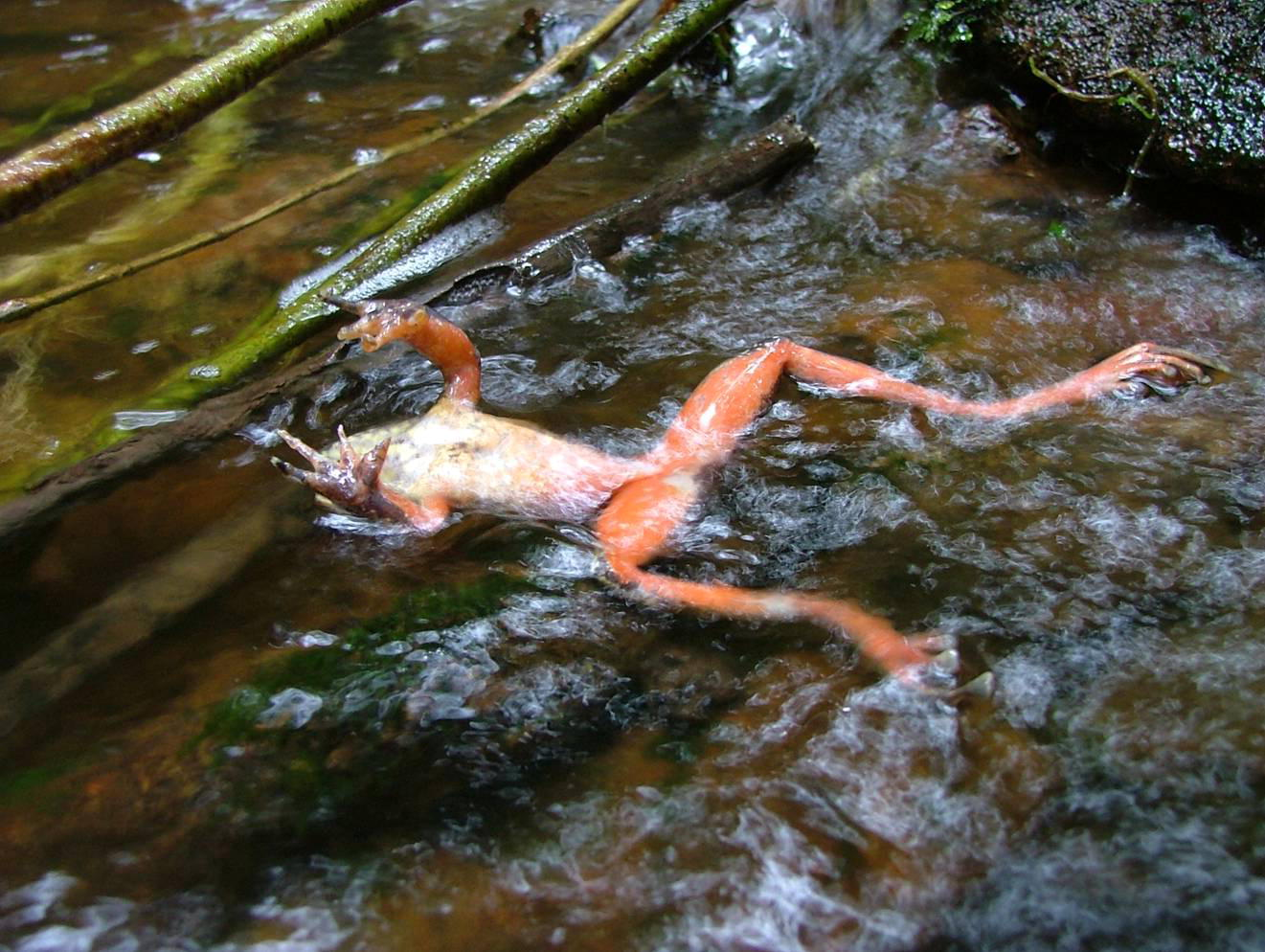
染上壺菌病的蛙類。

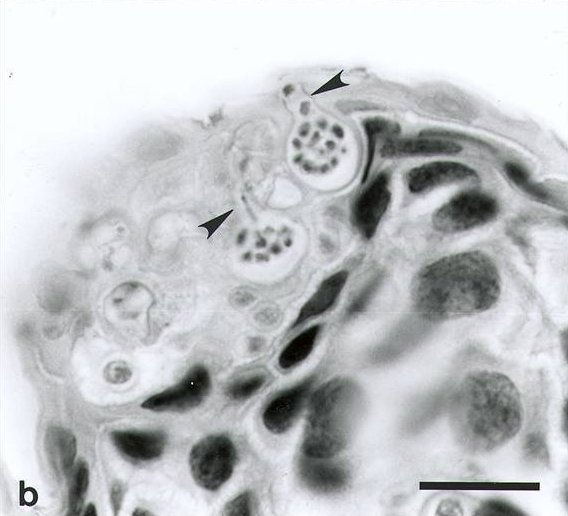
在多色斑蟾中的壺菌病，可見到兩個孢子囊中有多個游離孢子。

壺菌病是一種兩棲類的傳染病，是由一種稱為蛙壺菌的非菌絲游離孢子真菌所引起的疾病。壺菌病與北美洲西部、中美洲及澳洲東部多種兩棲類數量大幅下降或滅絕有關，全世界約30%的兩棲類都受到這病的影響。壺菌病能夠造成兩棲類零星的死亡甚至完全滅絕，現時在野外並沒有有效的控制方法。

## 歷史
壺菌病是於1993年在昆士蘭已死或正在死亡的蛙類中發現。研究發現這種病自1978年已經遍佈整個澳洲。在非洲、美洲、歐洲、紐西蘭及大洋洲都有發現。在澳洲、巴拿馬及紐西蘭，正當蛙類的數量下降時，壺菌突然出現及擴散開來。不過，壺菌可能只一個普通的真菌，因它們的毒性及擴散程度，到最近才被發現及認識。在澳洲的東岸、阿得雷德、西澳州的西南部及金伯利曾有它們的蹤影。
最早發現感染壺菌病的是非洲爪蟾。由於爪蟾屬被運輸至世界各地，故可能壺菌病是經此傳播開來。其他研究指蛙壺菌在北美洲及中美洲已出現了數十年。但仍然不明是否有新的病原體或是增加了毒性的舊有病原體。

## 疾病傳播
蛙壺菌的游離孢子相信最先進入兩棲類的皮膚，並迅速長出孢子囊，再產生新的游離孢子。隨著新的游離孢子再次在主體生長，主體因而感染壺菌病。感染了壺菌病的蛙類會有形態上的改變，包括腹部皮膚會變為紅色、後肢抽搐、身上積聚脫下的皮、腳部及其他部份的淺表皮脫落、皮膚出現輕微粗化及細小的潰瘍或出血。患者行為上表現無力、不能找到遮蔽處、不能逃跑、失去正常的反射作用及出現不正常的姿勢。

## 研究
研究顯示蛙壺菌在28℃以上機能下降，將感染壺菌病的蛙類放在高溫下可以殺死壺菌。這可以解釋為何由壺菌病引致的兩棲類數量下降主要是發生在寒冷地區，如山脈等地方。
雖然很多兩棲類的數量下降都歸咎於蛙壺菌，但有部份物種卻可以抵抗感染，並且在低感染的情況下继续生存。此外，一些物種甚至可以抵抗非病原體的壺菌。
一些學者指控對壺菌病的研究危害了兩棲類的保育情況。例如在瓜地馬拉，一項研究就令數千隻蝌蚪死於一種不明病原體的壺菌之下，而相关研究者认为这是为了扩展對壺菌寄生生態的了解，以幫助保護現今的兩棲類。

## 與全球暖化的關係
全球暖化加速了壺菌病的擴散及令兩棲類的數量下降。在哥斯達黎加的蒙特維多雲霧森林，在陽光照射下，苔蘚及葉堆的溫度高達30℃，並不適合蛙壺菌生存。但是，全球暖化卻增加了蒸發的速度，加強了空氣蒸氣的含量。增加了的蒸氣形成雲層覆蓋該地區，使表面氣溫下降，晚間熱量減少流失，令溫度環境反映周圍的環境，形成適合蛙壺菌生存的條件。在歐洲的研究發現該區氣候的變數與壺菌病的出現有極大關係，壺菌病的出現是與氣溫的上升有關。

## 另見
- 新興傳染病

## 外部連結
- Chytridiomycosis
- Wildlife Trade and Global Disease Emergence
- Origin of the amphibian chytrid fungus
- Main preventative management strategies for the Chytrid fungus （页面存档备份，存于）
- Amphibian chytridiomycosis at Amphibian Diseases Home Page
- Impact of Chytrid fungus on frogs (Foundation for National Parks & Wildlife)
- 'Amphibian Ark' aims to save frogs from fungus （页面存档备份，存于）